# Милан Симић
Милан А. Симић (Београд, 17. март 1827 — Београд, 14. јул 1880) био је правник, управник Народног позоришта у Београду.
Родио се у Београду у познатој знаменитој породици Симић. Родитељи су му били Алекса Симић политичар и Катарина. Налазио се Милан 1848. године у Паризу, где је са колегама Србима који су студирали немачке факултете, направио малу српску студентску колонију. Међу њима једино он није био државни питомац.
Симић је 1858. године дао оставку на државну службу. Отишао је у Румунију где се дуже време бавио трговином и банкарством, пре него што је поново у државне послове. Радио је извесно време као рачуноиспитивач у Главној контроли. Веома је заслужан за отварање сталног српског народног позоришта у Београду. Са Јованом Бошковићем ушао је 1863. године у литерарни одсек, Одбора за отварање народног позоришта у Београду. Све до 18. октобра 1870. године позориштем (основаним 1868) је управљао "Позоришни одбор", састављен од 17 чланова. Онда почиње постављање професионалних управника српског театра. Због заслуга постављан је два пута, са прекидом за управника Народног позоришта. Са места управника позоришта, на које је дошао 11. децембра 1871. године, сменио га је због одговорности за слаб рад театра, министар Стојан Новаковић, 22. октобра 1875. године. Премештен је тада на нижи положај, за помоћника управника Управе фондова, где је радио 1875-1877. године. Од 1877. године вид је нагло почео да му слаби, и поред предузетог лечења у Бечу. Поново је постављен за управника позоришта и на тој функцији ће остати скоро до смрти, до 1. марта 1880. године.
Умро је Симић пола године касније у Београду.
Редовни је члан Друштва српске словесности од 3. I 1851. Казначеј ДСС 1856, 1857, 1858 (до 25. IX). Почасни је члан Српског ученог друштва наименован 29. VII 1864. године.